# Čtyři velké hry čchuan-čchi
Čtyři velké hry čchuan-čchi (čínsky v českém přepisu S’-ta čchuan-čchi, pchin-jinem sìdà chuánqí, znaky zjednodušené 四大传奇, tradiční 四大傳奇) je označení pro čtyři čínské divadelní hry čchuan-čchi, spolu s Hrou o loutně nejuznávanější hry konce jüanského a počátku mingského období.
Ke čtyřem velkým hrám patří
- Příběh vlásenky (荊釵記, Ťing-čchaj ťi),
- Modlitba v měsíčním pavilónu (拜月亭, Paj-jüe tching),
- Příběh bílého králíka (白兔記, Paj-tchu tchi),
- Příběh zabitého psa (殺狗記, Ša-kou ťi).

První dvě jsou melodramatické příběhy talentovaných vzdělanců bez postavení, kteří se zamilovali, byli od své lásky odtrženi (nutností odejít k úřednickým zkouškám a nepřízní jejích rodičů), ale sloužili zkoušky s vynikajícím výsledkem a získali své milované. Třetí je příběh věrné manželky vojevůdce, která se s mužem shledala až po desetiletích prostřednictvím jejich syna. Poslední je o sporu dvou bratří, vyřešeném moudrostí manželky staršího z nich.
Dochovaly se vesměs v pozdně mingských vydáních, psaných buď literárním jazykem a určených ke čtení, nebo v hovorovějších verzích patrně odrážejících divadelní praxi. Pozdně mingští kritici se k jejich lidovému jazyku stavěli negativně.